# Route nationale 13 (Estonie)
Pour les articles homonymes, voir Route nationale 13.
La route nationale 13 (Tugimaantee 13) est une route nationale estonienne reliant Jägala à Käravete. Elle mesure 52,7 km.

## Tracé
- Comté de Harju
  - Jägala
  - Aegviidu
- Comté de Viru-Ouest
  - Jäneda
- Comté de Järva
  - Käravete